# Кендвиллер
Кендвиллер (фр. Kindwiller) — коммуна на северо-востоке Франции в регионе Гранд-Эст (бывший Эльзас — Шампань — Арденны — Лотарингия), департамент Нижний Рейн, округ Агно-Висамбур, кантон Рейшсоффен. До марта 2015 года коммуна административно входила в состав упразднённого кантона Нидербронн-ле-Бен (округ Агно).
Площадь коммуны — 5,97 км², население — 560 человек (2006) с тенденцией к росту: 608 человек (2013), плотность населения — 101,8 чел/км².

## Население
Население коммуны в 2011 году составляло 594 человека, в 2012 году — 601 человек, а в 2013-м — 608 человек.
| 1962 | 1968 | 1975 | 1982 | 1990 | 1999 | 2006 | 2008 | 2011 | 2012 | 2013 |
| ---- | ---- | ---- | ---- | ---- | ---- | ---- | ---- | ---- | ---- | ---- |
| 483  | 513  | 548  | 533  | 550  | 543  | 560  | 570  | 594  | 601  | 608  |

Динамика населения:

## Экономика
В 2010 году из 388 человек трудоспособного возраста (от 15 до 64 лет) 310 были экономически активными, 78 — неактивными (показатель активности 79,9 %, в 1999 году — 75,0 %). Из 310 активных трудоспособных жителей работали 289 человек (152 мужчины и 137 женщин), 21 числились безработными (7 мужчин и 14 женщин). Среди 78 трудоспособных неактивных граждан 25 были учениками либо студентами, 30 — пенсионерами, а ещё 23 — были неактивны в силу других причин.